# Широкая (Нерчинско-Заводский район)
Широ́кая — село в Нерчинско-Заводском районе Забайкальского края России. Административный центр сельского поселения «Широковское».

## География
Село находится в юго-восточной части Забайкальского края, к западу от реки Серебрянка, на расстоянии примерно 6 км (по прямой) к северу от села Нерчинский Завод, административного центра района. Абсолютная высота — 622 м над уровнем моря.
Климат
Климат характеризуется как резко континентальный, с продолжительной морозной зимой и относительно коротким тёплым летом. Средняя температура самого тёплого месяца (июля) составляет 18 — 19 °С (абсолютный максимум — 40 °С). Средняя температура самого холодного месяца (января) — −28,9 °С (абсолютный минимум — −53 °С). Годовое количество осадков — 412—420 мм.
Часовой пояс
Село Широкая находится в часовой зоне МСК+6. Смещение применяемого времени относительно UTC составляет +9:00.

## История
Село основано в 1926 году. В 1951 году организован колхоз «Красный партизан». С 1961 года — отделение совхоза «Нер-Заводский».

## Население
| 1989 | 2002 | 2010 | 2021 |
| ---- | ---- | ---- | ---- |
| 447  | ↗450 | ↘415 | ↗416 |

Половой состав
По данным Всероссийской переписи населения 2010 года, в гендерной структуре населения мужчины составляли 52,8 %, женщины — соответственно 47,2 %.
Национальный состав
Согласно результатам переписи 2002 года, в национальной структуре населения русские составляли 99 % из 450 чел.

## Улицы
- ул. Никольская,
- ул. Новая,
- ул. Почтовая,
- ул. Садовая,
- ул. Центральная[10].

## Инфраструктура
В селе функционируют основная общеобразовательная школа, детский сад, дом культуры, библиотека и фельдшерско-акушерский пункт.